# Тищенківка
Тищенківка —  село в Україні, у Куп'янському районі Харківської області. Входить до складу Кіндрашівської сільської громади. Населення становить 230 осіб.

## Географія
Село Тищенківка знаходиться лівому березі річки Куп'янка, вище за течією на відстані 1 км розташоване село Велика Шапківка, нижче за течією на відстані 4 км розташоване місто Куп'янськ, на протилежному березі — село Паламарівка. Поруч із селом проходить залізниця, найближча станція Сніжна. Поруч проходить автомобільна дорога Р79.

## Історія
- 1894 - дата заснування.
- 7 (20) листопада 1917 року, відповідно до Третього Універсалу Української Центральної Ради, увійшло до складу Української Народної Республіки[1].
- До 2020 року було частиною Кіндрашівської сільської ради.
- 12 червня 2020 року, відповідно до розпорядження Кабінету Міністрів України № 725-р «Про визначення адміністративних центрів та затвердження територій територіальних громад Харківської області», увійшло до складу Кіндрашівської сільської територіальної громади[2].